# Edward B. Lewis
Edward Bok Lewis (Wilkes-Barre, Pensilvania; 20 de mayo de 1918-Pasadena, California; 21 de julio de 2004) fue un biólogo estadounidense ganador del Premio Nobel de Medicina en 1995.
Estudió biología, genética y meteorología en las universidades de Minnesota y California. Desarrolló sus principales trabajos en el campo de la genética, con descripción de la influencia de los genes en el desarrollo embrionario del feto,  ayudando al avance de la biología del desarrollo evolutivo. Junto con Christiane Nüsslein-Volhard y Eric Wieschaus obtuvo el Premio Nobel de Fisiología o Medicina en 1995. Nüesslein-Volhard y Wieschaus consiguieron identificar respectivamente en la Drosophila melanogaster una serie de genes que determinan la evolución de los distintos segmentos del animal y deciden su conversión en organismos especializados.